# Campionato polacco maschile di pallanuoto 2014-2015
Il Campionato polacco maschile di pallanuoto 2014-2015 è stato l'84ª edizione del torneo. Le gare sono iniziate il 15 novembre 2014 e si concluderanno il 31 maggio 2015.
La formula prevede che le sei squadre partecipanti si affrontino in un doppio girone all'italiana: ogni giornata è infatti composta di due partite da giocarsi contro la stessa squadra per ciascuna formazione nell'arco di uno o al massimo due giorni, per un totale di 20 incontri. Vengono assegnati tre punti a vittoria, zero a sconfitta, e in caso di parità si procede ai tiri di rigore (senza la disputa dei tempi supplementari), che assegnano due punti alla squadra vincente e uno alla squadra sconfitta.

## Squadre partecipanti
| Club             | Città        | Piscina                         | Stagione 2013-2014  |
| ---------------- | ------------ | ------------------------------- | ------------------- |
| Arkonia Stettino | Stettino     | Piscina Olimpionica di Stettino | 3º posto            |
| Bytom            | Bytom        | Piscina Olimpionica di Gliwice  | 5º posto            |
| Gorzów           | Gorzów Wlkp. | CSR Słowianka                   | 6º posto            |
| ŁSTW Łódź        | Łódź         | Università di Łódź              | Campione di Polonia |
| Poznań           | Poznań       | Termy Maltańskie                | 2º posto            |
| UKPW 44 Varsavia | Varsavia     | OSiR Żoliborz                   | 4º posto            |

## Classifica
|  | Pos. | Squadra          | Pt | G  | V  | VR | PR | P  | GF  | GS  | DR   |
|  | ---- | ---------------- | -- | -- | -- | -- | -- | -- | --- | --- | ---- |
|  | 1.   | ŁSTW Łódź        | 51 | 20 | 18 | 0  | 0  | 2  | 336 | 184 | +152 |
|  | 2.   | Poznań           | 45 | 20 | 15 | 0  | 0  | 5  | 275 | 159 | +113 |
|  | 3.   | UKPW 44 Varsavia | 35 | 20 | 11 | 1  | 0  | 8  | 281 | 194 | +87  |
|  | 4.   | Arkonia Stettino | 33 | 20 | 11 | 0  | 0  | 9  | 221 | 200 | +21  |
|  | 5.   | Bytom            | 13 | 20 | 4  | 0  | 1  | 15 | 194 | 282 | -88  |
|  | 6.   | Gorzów           | 0  | 20 | 0  | 0  | 0  | 20 | 115 | 400 | -285 |

## Risultati
| Date       | And. | And. | 1º turno       | Rit. | Rit.  | Date   |
| 15 nov.    | 12-9 | 7-8  | Arkonia - UKPW | 9-16 | 10-11 | 7 mar. |
| 7 mar.     | 6-21 | 8-30 | Gorzów - Łódź  | 9-19 | 6-25  | 8 mar. |
| 22-23 nov. | 13-9 | 13-6 | Poznań - Bytom | 18-1 | 18-6  | 8 mar. |

| Date       | And.  | And.  | 3º turno        | Rit.  | Rit. | Date       |
| 20-21 dic. | 10-14 | 9-11  | Bytom - Arkonia | 10-17 | 8-15 | 18-19 apr. |
| 20-21 dic. | 15-5  | 24-4  | Poznań - Gorzów | 25-4  | 25-7 | 18-19 apr. |
| 20-21 dic. | 16-17 | 10-13 | UKPW - Łódź     | 15-20 | 8-14 | 18-19 apr. |

| Date           | And.    | And.  | 5º turno         | Rit.  | Rit.  | Date       |
| 31 gen.-1 feb. | 135-136 | 6-13  | Bytom - UKPW     | 8-21  | 10-18 | 30-31 mag. |
| 28 feb.        | 9-16    | 10-15 | Gorzów - Arkonia | 2-16  | 3-16  | 30-31 mag. |
| 31 gen.-1 feb. | 8-7     | 6-11  | Poznań - Łódź    | 14-20 | 14-12 | 30-31 mag. |

| Date     | And. | And.  | 2º turno         | Rit. | Rit. | Date       |
| 6-7 dic. | 6-9  | 10-6  | Arkonia - Poznań | 7-18 | 9-8  | 21-22 mar. |
| 6-7 dic. | 16-9 | 16-11 | Łódź - Bytom     | 17-7 | 24-6 | 21-22 mar. |
| 6-7 dic. | 23-2 | 28-6  | UKPW - Gorzów    | 16-5 | 21-4 | 21-22 mar. |

| Date       | And.  | And. | 4º turno       | Rit. | Rit. | Date      |
| 16-18 gen. | 5-18  | 9-14 | Gorzów - Bytom | 6-18 | 5-15 | 9-10 mag. |
| 16-18 gen. | 12-8  | 15-8 | Łódź - Arkonia | 9-7  | 18-8 | 9-10 mag. |
| 16-18 gen. | 16-12 | 8-11 | UKPW - Poznań  | 3-4  | 8-11 | 9-10 mag. |